# Brokig fläckbock

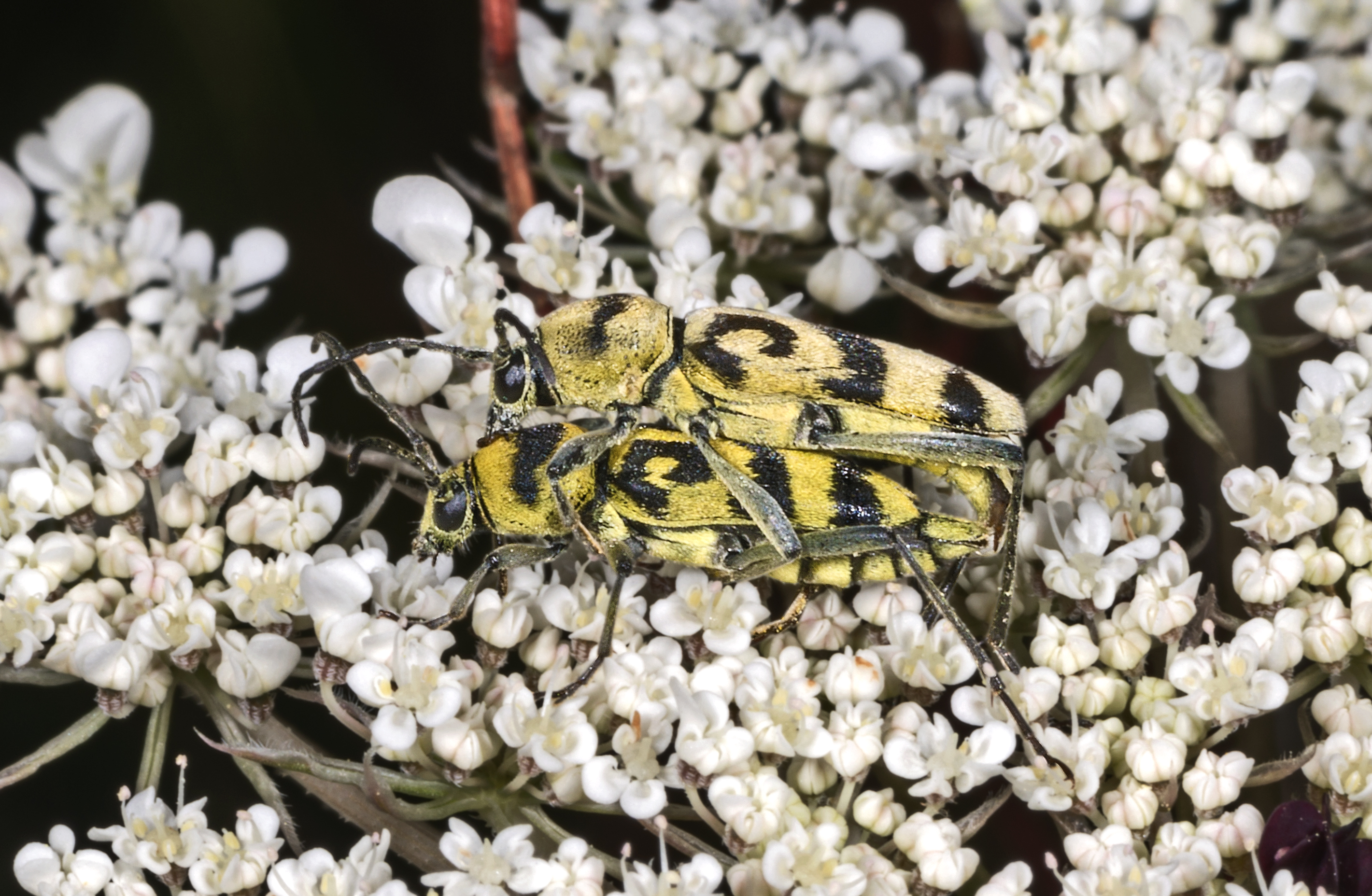

Brokig fläckbock (Chlorophorus varius) är en skalbagge i familjen långhorningar. Den är 8 till 14 millimeter lång. 